# Афанасьева, Клавдия Юрьевна
Кла́вдия Ю́рьевна Афана́сьева (род. 15 января 1996) — российская легкоатлетка, специалистка по спортивной ходьбе. Выступала на международном уровне с 2013 года, чемпионка Европы среди юниорок и среди молодёжи, победительница и призёрка первенств всероссийского значения, действующая рекордсменка России на дистанциях 30 и 35 км, участница чемпионата мира в Лондоне. Мастер спорта России.

## Биография
Клавдия Афанасьева родилась 15 января 1996 года.
Занималась спортивной ходьбой под руководством тренеров Н. А. Захарова, Л. Ф. Русяйкиной, Г. И. Архиповой, Н. В. Алексеева, Л. Архиповой. Выступала за Республику Мордовию и Чувашскую Республику.
Впервые заявила о себе в спортивной ходьбе в сезоне 2012 года, когда стала четвёртой на зимнем чемпионате России и позже выиграла чемпионат Чувашии.
Дебютировала в составе российской сборной на международной арене в 2013 году, показав пятый результат в ходьбе на 5000 метров на юношеском мировом первенстве в Донецке.
В 2014 году финишировала шестой среди юниорок на Кубке мира по спортивной ходьбе в Тайцане.
В 2015 году на Кубке Европы в Мурсии превзошла всех соперниц в гонке юниорок на 10 км и тем самым помогла своим соотечественницам выиграть юниорский командный зачёт. На юниорском европейском первенстве в Эскильстуне завоевала золото в дисциплине 10 000 метров. Из-за начавшегося в это время допингового скандала всех российских легкоатлетов лишили возможности участвовать в международных соревнованиях, и Афанасьева вынуждена была выступать исключительно на домашних стартах.
На чемпионате России 2016 года в Чебоксарах в ходьбе на 20 км финишировала четвёртой (впоследствии в связи с дисквалификацией Марии Пономарёвой поднялась в итоговом протоколе до третьей позиции).
В 2017 году Клавдии Афанасьевой удалось получить нейтральный статус, в котором она выиграла 20 км на молодёжном европейском первенстве в Быдгоще. Также она стала одной из 19 российских легкоатлетов и единственной представительницей спортивной ходьбы, кого допустили до чемпионата мира в Лондоне — Афанасьева стартовала на 20 км, первую половину дистанции шла в десятке лидеров, но в конечном счёте была дисквалифицирована за нарушение техники ходьбы.
На чемпионате России 2018 года в Чебоксарах одержала победу в новой для женщин дисциплине 50 км, установив при этом национальный рекорд — 4:14.46. Должна была выступить на командном чемпионате мира в Тайцане, однако буквально за 4 дня до старта ИААФ отозвала у неё и ещё у нескольких российских ходоков допуск из-за сотрудничества с пожизненного дисквалифицированным тренером Виктором Чёгиным.
В 2019 году на чемпионате России в Чебоксарах вновь стала чемпионкой в дисциплине 50 км, улучшив национальный рекорд до 3:57.08 (данный результат превосходил мировое достижение китаянки Лю Хун, но в связи с отстранением Всероссийской федерации лёгкой атлетики ратифицирован не был). Кроме того, в этом сезоне Афанасьева установила ныне действующие рекорды России на дистанциях 30 км (2:22.27+) и 35 км (2:38.24). Несмотря на лучший результат мирового сезона, не смогла получить нейтральный статус и допуск на чемпионат мира в Дохе, поэтому в гонке сильнейших спортсменок в дисциплине 50 км не участвовала.